# 綱島溫泉

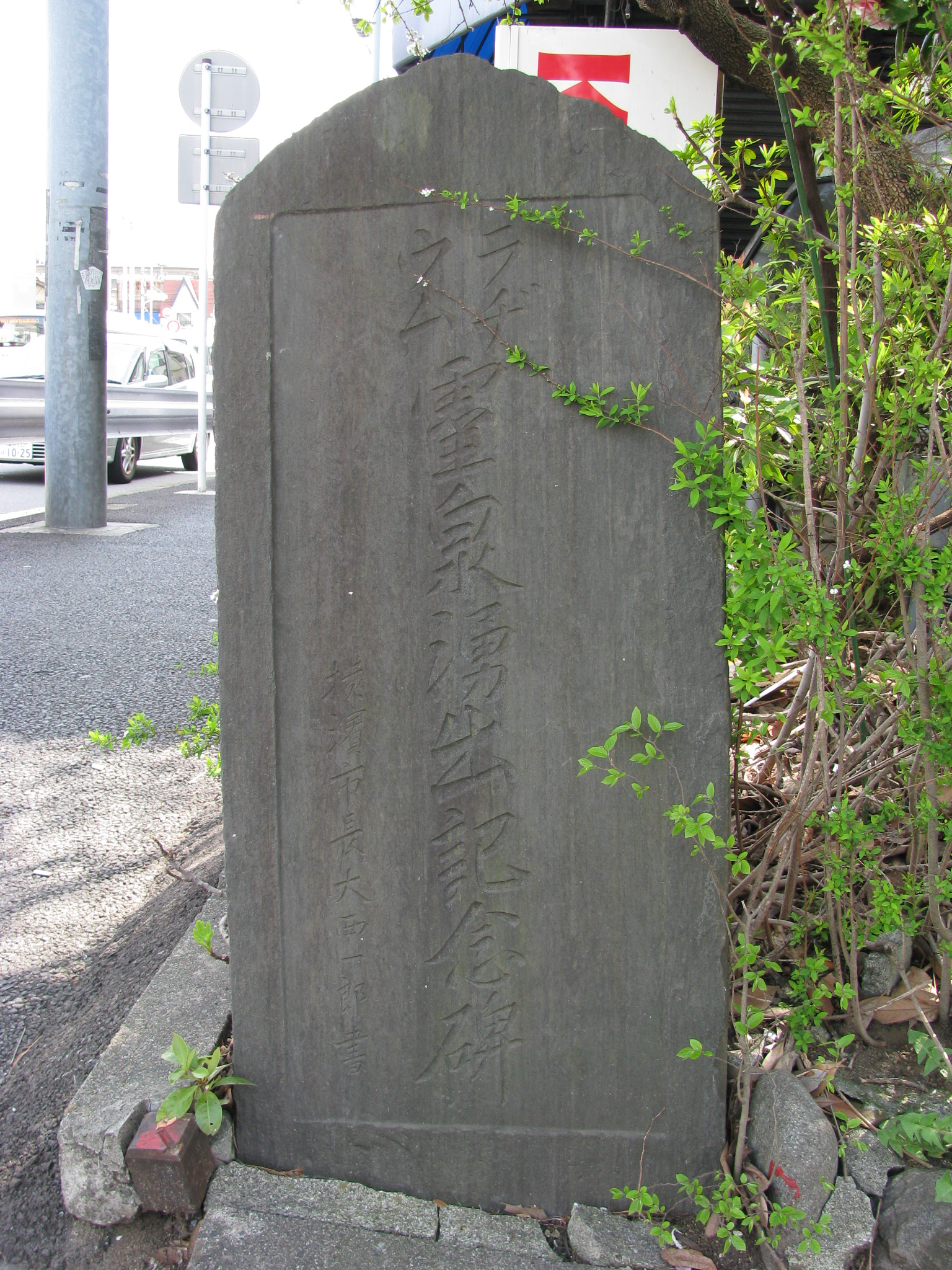

綱島溫泉（日语：綱島温泉，つなしまおんせん）是位於日本神奈川縣橫濱市港北區的溫泉。該地最初的溫泉旅館開業於1917年，曾有“東京後花園”之稱，是一大型溫泉街。但現在這裡大多數地區均成為住宅街，僅保留有三處入浴設施（其中兩處是錢湯「富士乃湯」及「太平館」）。2016年4月21日，該地開設了新的溫泉設施「綱島源泉 蒸汽之庄」。

## 外部連結
- 綱島源泉 湯けむりの庄 （页面存档备份，存于）
- 綱島ラジウム温泉 東京園 （页面存档备份，存于）